# 小岛工作室 (2005年—2015年)
小島工作室（日語：小島プロダクション）是科乐美（KONAMI）旗下的王牌遊戲研發工作室，由日本游戏制作人小岛秀夫领衔，2005年5月成立，2006年3月改入科樂美數位娛樂旗下。2005年工作室成立時職員不到100名，但爲了開發《潛龍諜影4：愛國者之槍》而增加到200人。经过1年多的准备，2013年9月，小岛工作室的第一家海外工作室“小島工作室洛杉磯”（Kojima Productions Los Angeles）在美国洛杉矶正式成立。
2015年7月10日，大塚明夫称，小岛工作室已经於3月16日关闭（旗下小島工作室洛杉磯更名為科樂美洛杉磯）。
2015年11月3日，科樂美洛杉磯發表新聞稿，宣佈為能夠更集中開發資源，即日起解散。
2015年12月15日，小島秀夫確認已離開科樂美數碼娛樂，翌日成立獨立遊戲公司，并且依旧沿用小岛工作室的名字（日文名字的「小島」採用片假名表記，即）。

## 作品
- 《潛龍諜影系列》
- 《我們的太陽系列》
- 《终极地带系列》